# Iglesia católica en México

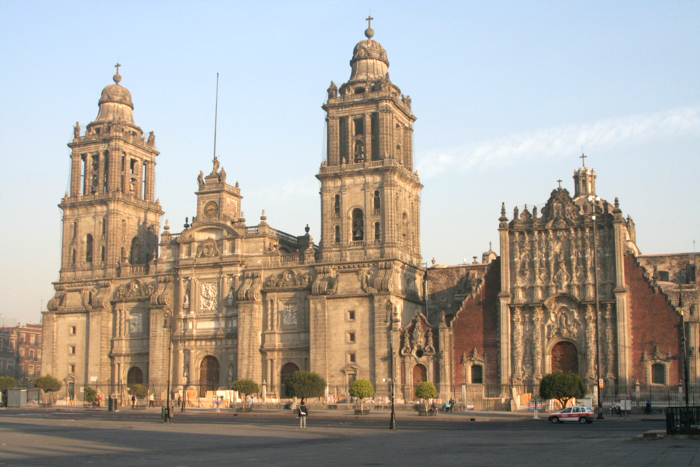
Catedral Metropolitana de la Ciudad de México

La Iglesia católica es una organización religiosa, la cual tiene como autoridad al papa, el cual reside y gobierna desde la Ciudad del Vaticano, en Roma. Tiene dos objetivos principales: el de difundir e impartir las enseñanzas de Cristo, y el de guiar a las personas que sean miembros de la religión, al camino espiritual de Dios. Esta organización es mayoritaria en México, a la cual se adscriben, según el censo del 2020, alrededor del 77.7 % de la población mexicana que se denominaba católica, lo cual representó cerca de 97.9 millones de mexicanos. Esto convierte a México en el segundo país con más católicos, después de Brasil.

## Historia

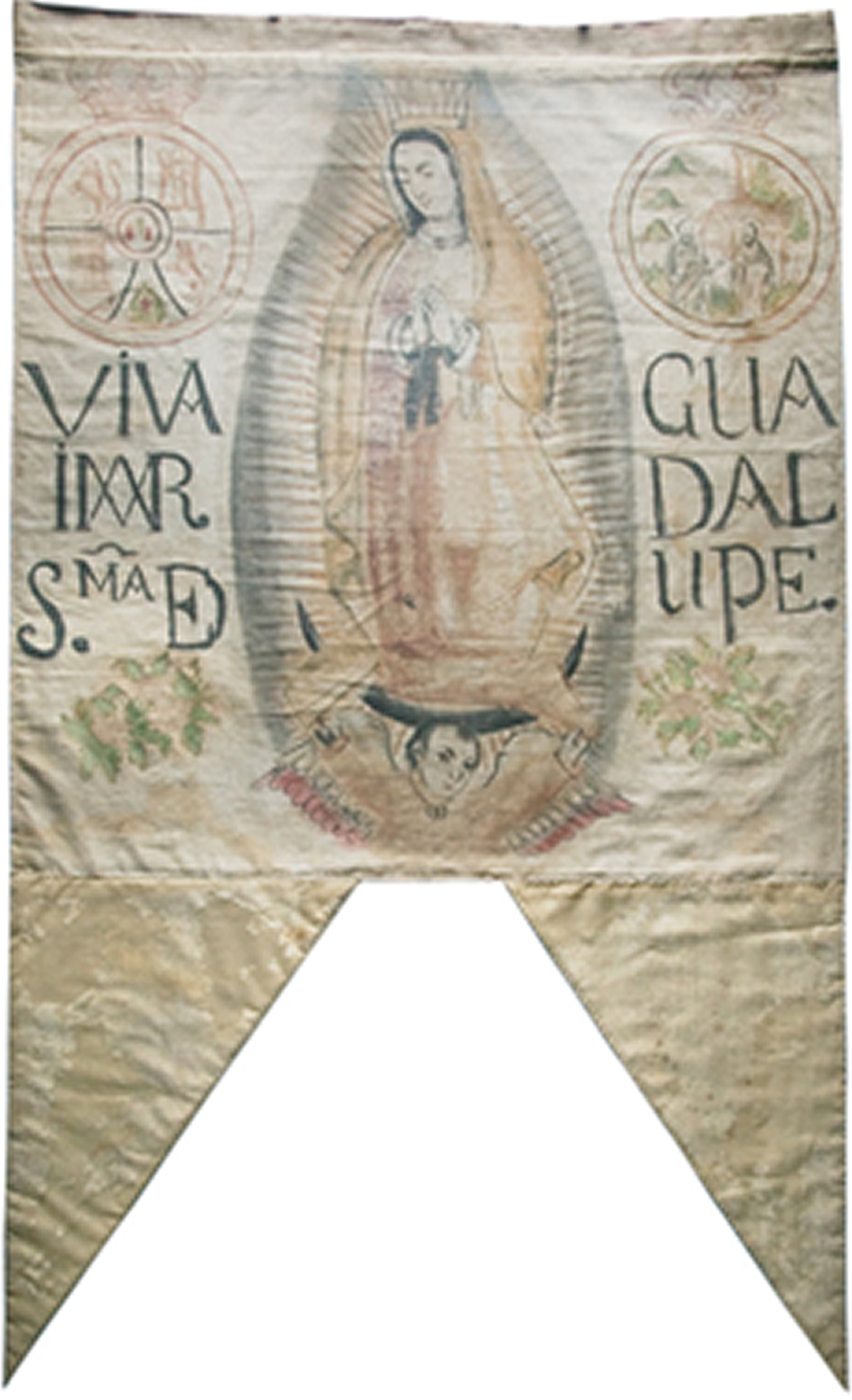
Estandarte usado por Miguel Hidalgo

Al llegar los españoles a América en 1492, específicamente a lo que después sería llamado México, trajeron con ellos su creencia religiosa llamada catolicismo, y se dieron cuenta de que las personas del territorio tenían diversos dioses a los cuales les dedicaban ritos y ceremonias. Años después, en 1519 empezó la "conquista" con la excusa de evangelizar a las personas de la región pues los españoles consideraban a sus dioses demonios; lo cual era normal, debido a la sanguinaria práctica de sacrificios humanos propios de la cosmovisión predominante antes de la llegada de los europeos (mexicas, purépechas, tlaxcaltecas, toltecas, totonacas, etc.), como describe la Conquista de México y el posterior desarrollo del Virreinato de Nueva España. En 1521 terminó la conquista y el proyecto comenzaba.
Los españoles empezaron a destruir cualquier evidencia de sus creencias: templos, códices, etc. Posteriormente con la aprobación del papa Adriano VI llegaron diversos grupos religiosos (franciscanos, dominicos, mercedarios, etc.) con la misión de imponer con los recursos y métodos necesarios el catolicismo a los pobladores.

## Periodo virreinal
La historia en este periodos de la Iglesia es bastante compleja, y no debe resumirse a la simple presencia impuesta por los europeos. De hecho, es irrisorio creer que un puñado de europeos establecieran una organización tan compleja y la infraestructura necesaria (conventos, templos, catedrales, universidades, etc., sin la intervención indígena, el sincretismo, la conversión - voluntaria o forzosa, etc.). Para aclararlo, pero se pueden ennumerar varios aspectos:
- 1.- La base histórica del pueblo español (Reconquista, era de los Descubrimientos, formación territorial de España, etc.)
- 2.- La inspiración principal fue el llamado "Patronato real"
- 3.- La facilidad con la que esta nueva religión impregnó en el colectivo indígena (el Xochiyáoyotl o las guerras floridas, los sacrificios humanos, la evidente psicohistoria que había detrás de su manera de vivir, que involucraba una sociedad estamentaria con un escalafón social estático, el canibalismo, los tzompantli como recurso de sometimiento ante una posición de poder, la falta de metalurgia, la inexistente domesticación de animales y el nulo uso práctico de la rueda) evidenciaba a una sociedad destinada al colapso, cuyo único recurso era la evolución de una educación que aún no potenciaba su civilización.
- 4.- El crecimiento paulatino de una nueva sociedad, mestiza, estratificada, cambiante, llegando a ser una de las zonas más ricas del mundo, lo que propició la conformacón de arquidiócesis, diócesis, parroquias, monasterios, conventos, etc.
- 5.- A diferencia de lo que muchas personas creen, la educación fue base de la sociedad novohispana, la cual incluía mestizos e indios, como el Colegio de la Santa Cruz de Tlatelolco, exclusivo de indígenas.

Finalmente, fue un proceso gradual (ver Historia de la Iglesia católica en México).
Siglos después, y sumado a un descontento social y político por parte de los criollos, estalló el periodo denominado Independencia de México en 1810.
Miguel Hidalgo fue un pionero en el uso de la religión como arma contra los españoles, pues desde el comienzo del movimiento utilizó un estandarte con la virgen de Guadalupe como símbolo de unidad y de nación. También hacía uso de Dios en sus discursos al decir "¡Viva Cristo Rey!". Este fue el inicio de usar símbolos religiosos con fines nacionalistas que se pueden identificar en la actualidad.

## Represión

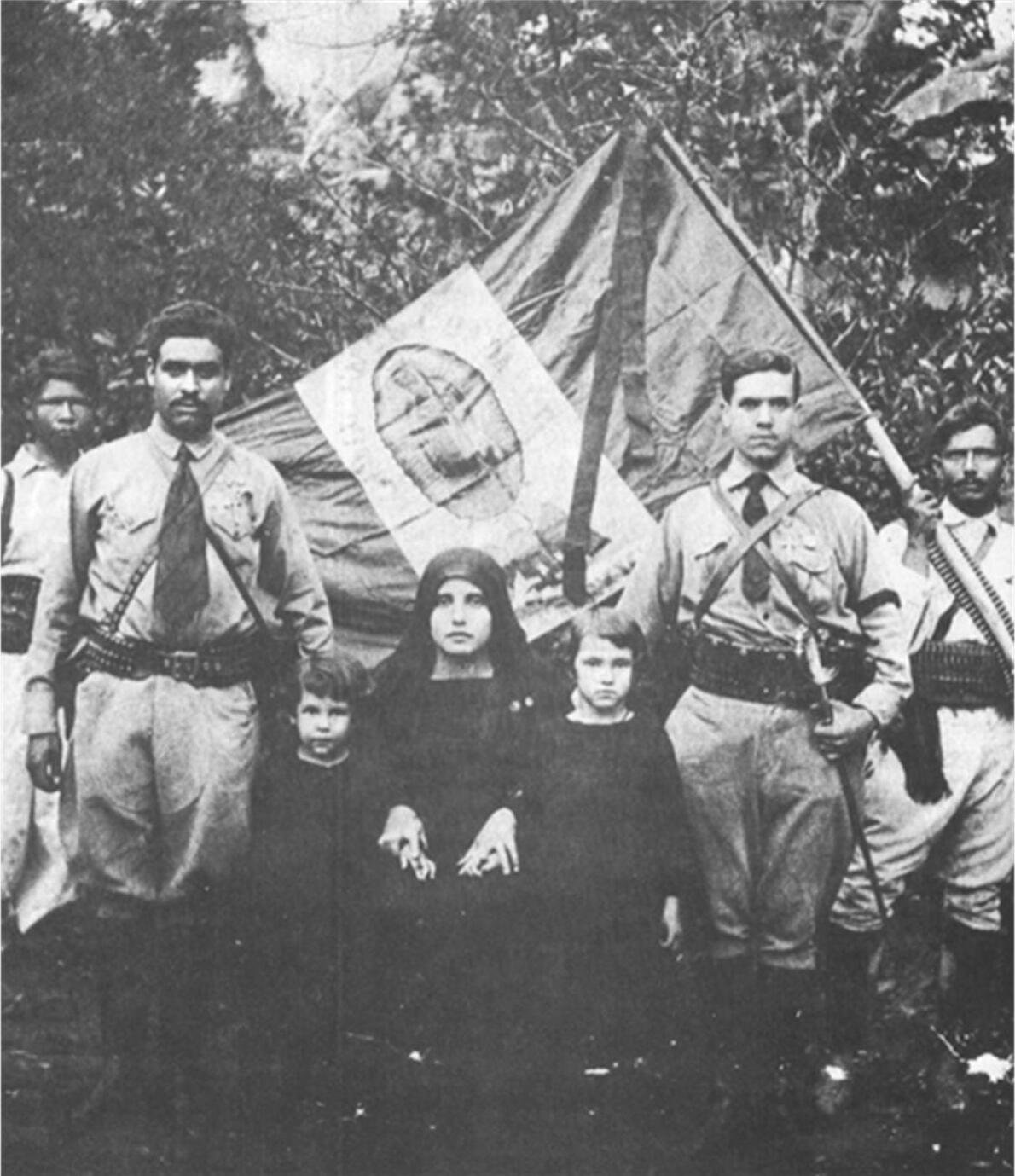

Durante la presidencia del general Álvaro Obregón (1920–1924) y bajo las administraciones posteriores hasta 1935, México enfrentó desafíos importantes, ya que esta era trajo importantes insurrecciones militares que solo contribuyeron a empeorar las luchas internas de la nación, como se hizo evidente en la Guerra Cristera. (1926-1929). Las complicaciones derivadas de las políticas religiosas internas de México son lo que originalmente condujo al conflicto, ya que fue iniciado por la aplicación de leyes secularistas bajo el gobierno de Calles, lo que provocó una respuesta armada de grupos que defendían sus derechos religiosos y normas sociales. Sin embargo, al mismo tiempo que el conflicto, el gobierno mexicano buscó desarrollar una relación más sólida con Estados Unidos y ganar buena voluntad. Esto quedó demostrado por los compromisos hechos a la iglesia por la administración del presidente Plutarco Elías Calles (1924-1928) y negociados por el embajador estadounidense Dwight Morrow con las concesiones resultantes que finalmente resultaron en el fin de la Guerra Cristera en 1929.La guerra estalló en 1926, por el descontento que esta generó en las personas que eran católicas. El catolicismo era la religión predominante en aquellos años. El conflicto se mantuvo activo por tres años; hasta que en 1929 el gobierno y una élite de la Iglesia católica se pusieran de acuerdo para llenar de paz al país; pues debido a las guerras, se vivía un México lleno de violencia y de sangre.
La guerra puso de relieve las profundas divisiones dentro de la sociedad mexicana, así como una división entre la propia Iglesia católica, mostrando la brecha entre quienes apoyaron la rebelión y quienes optaron por el silencio o el cumplimiento del Estado. En esencia, los problemas presentes eran las enseñanzas morales y sociales de la iglesia que se oponían a los esfuerzos del gobierno por separarse y desviarse de las instituciones, normas y valores religiosos. A pesar del conflicto interno y la falta de apoyo de Estados Unidos a la iglesia, los cristeros se mantuvieron decididos en la defensa de sus creencias. Este período de la historia mexicana se caracteriza por la lucha por la libertad religiosa y la lucha de poder e influencia entre la iglesia y el estado.

## Provincias eclesiásticas

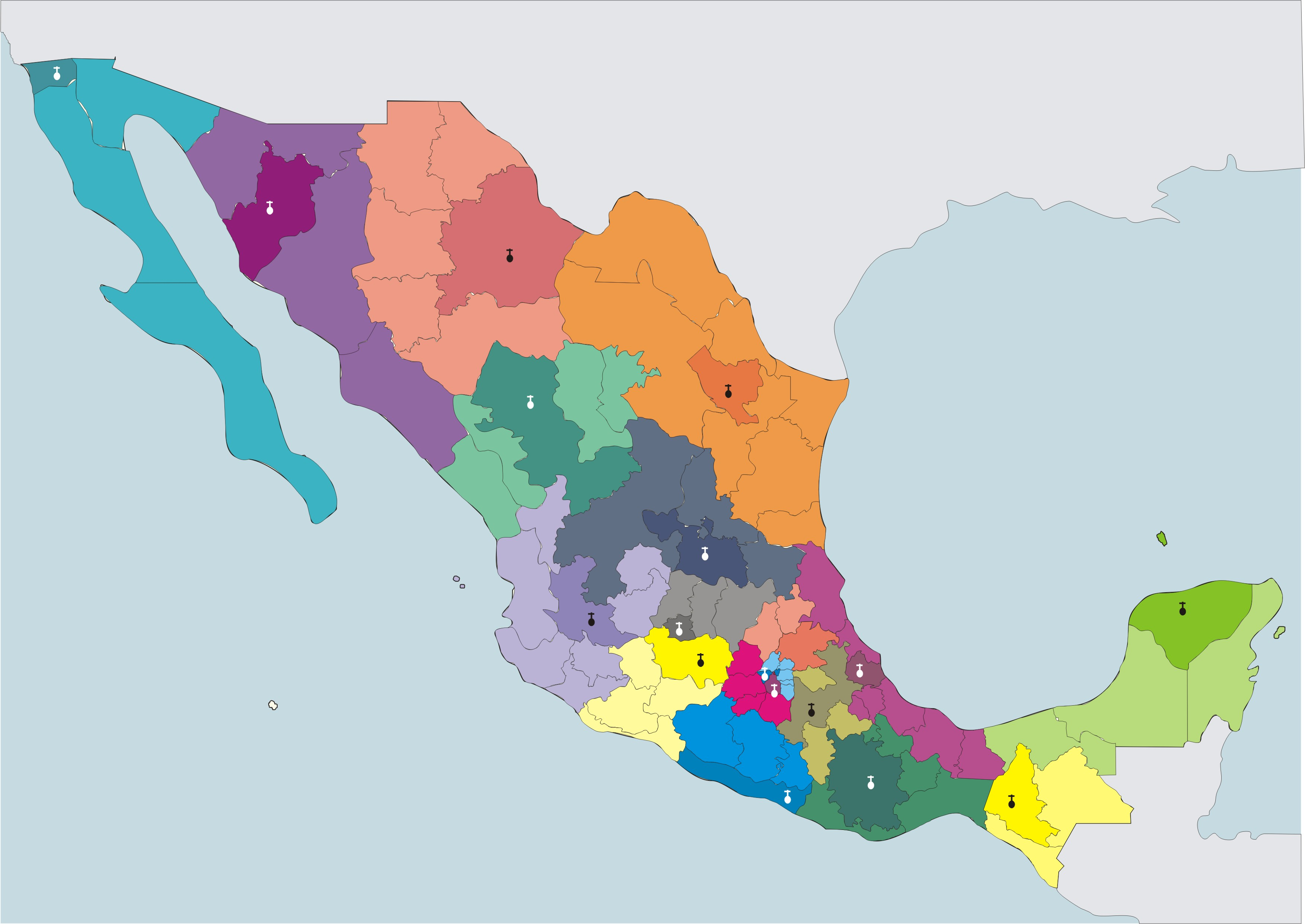
Mapa de las diócesis de México.

La Iglesia católica en México se encuentra organizada en 19 arquidiócesis, 72 diócesis, 4 prelaturas, 1 prelatura personal y 2 eparquías integradas de la siguiente manera:
(Arquidiócesis, Diócesis, Prelaturas y Eparquías)

### Rito latino

#### Provincia eclesiástica de Acapulco

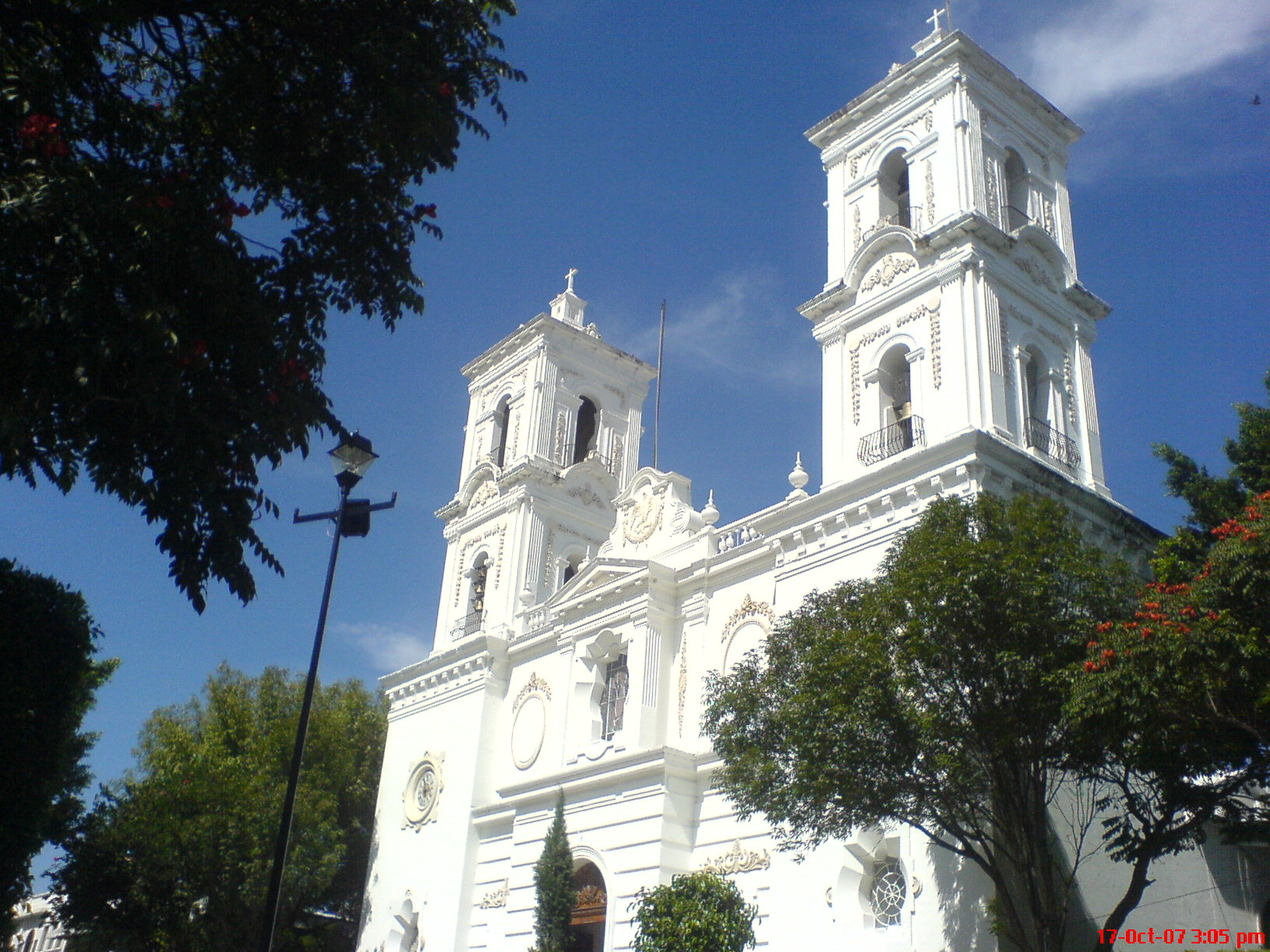
Catedral de Chilpancingo

- Arquidiócesis de Acapulco
  - Diócesis de Chilpancingo-Chilapa
  - Diócesis de Ciudad Altamirano
  - Diócesis de Tlapa

#### Provincia eclesiástica de Antequera
- Arquidiócesis de Antequera (Oaxaca)
  - Diócesis de Puerto Escondido
  - Diócesis de Tehuantepec
  - Diócesis de Tuxtepec
  - Prelatura de Huautla
  - Prelatura de Mixes

#### Provincia eclesiástica de Chihuahua

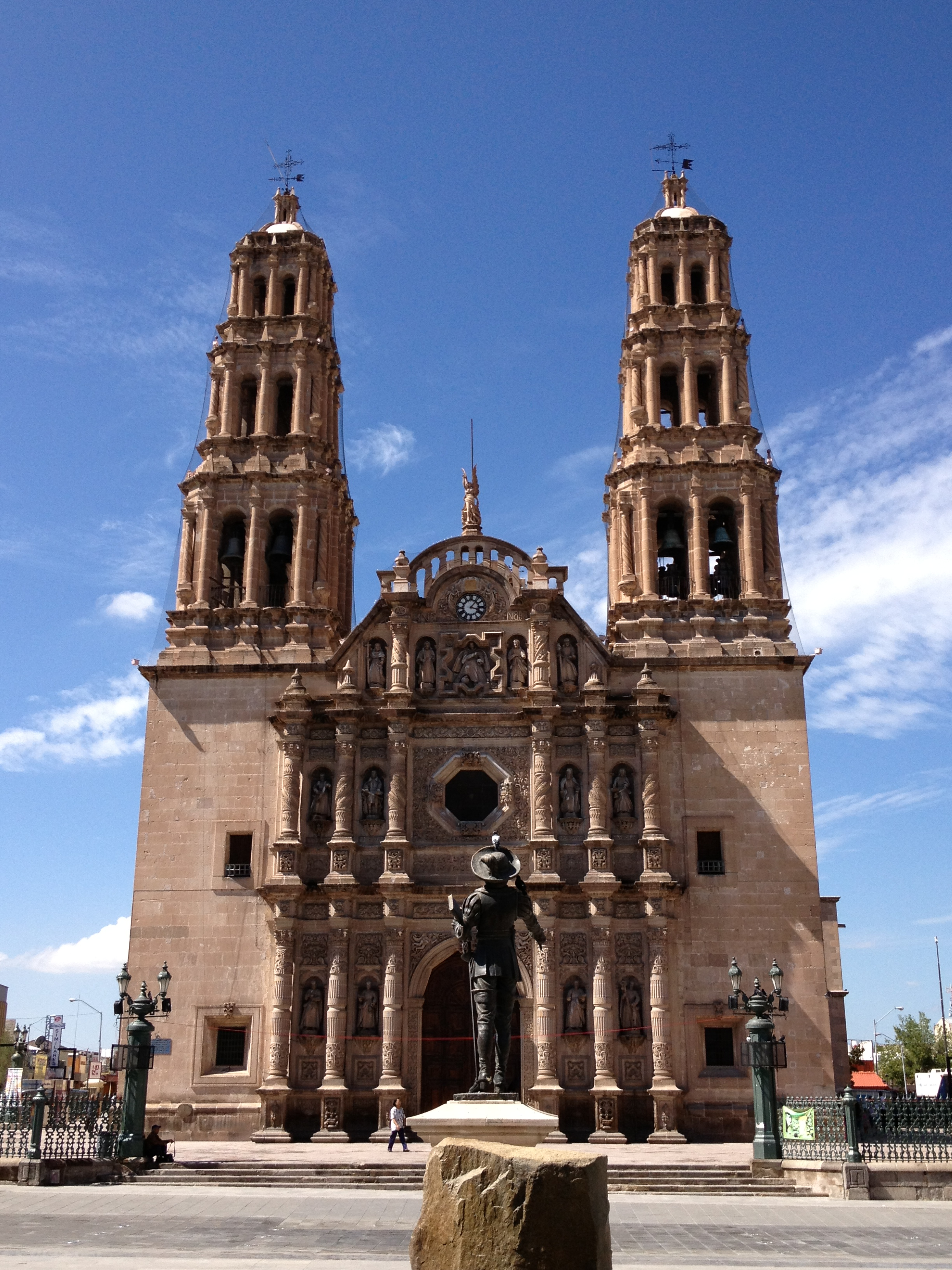
Catedral de Chihuahua

- Arquidiócesis de Chihuahua
  - Diócesis de Ciudad Juárez
  - Diócesis de Cuauhtémoc-Madera
  - Diócesis de Nuevo Casas Grandes
  - Diócesis de Parral
  - Diócesis de Tarahumara

#### Provincia eclesiástica de Durango
- Arquidiócesis de Durango
  - Diócesis de Gómez Palacio
  - Diócesis de Mazatlán
  - Diócesis de Torreón
  - Prelatura de El Salto

#### Provincia eclesiástica de Guadalajara
- Arquidiócesis de Guadalajara
  - Diócesis de Aguascalientes
  - Diócesis de Autlán
  - Diócesis de Ciudad Guzmán
  - Diócesis de Colima

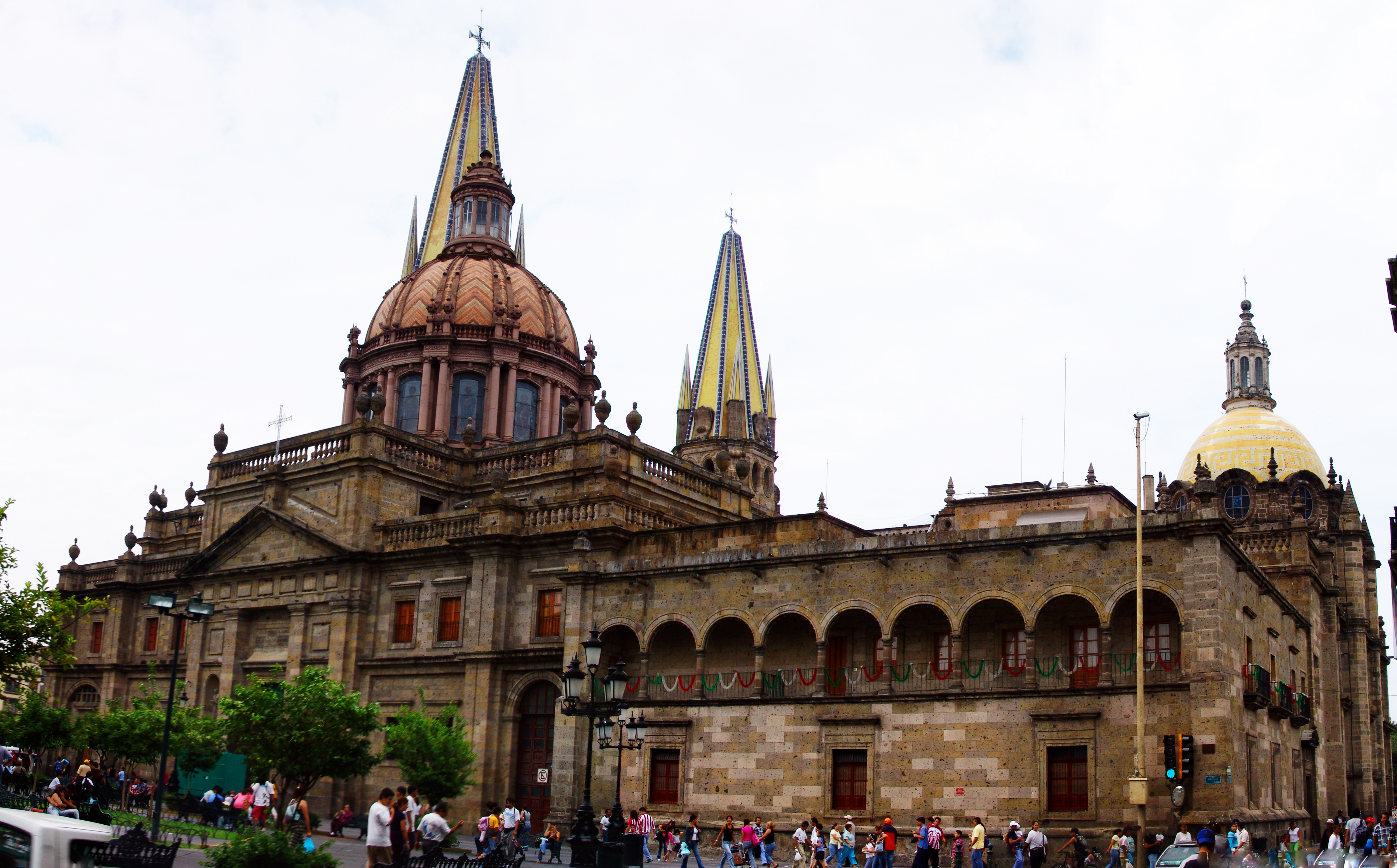
Catedral de Guadalajara

  - Diócesis de San Juan de los Lagos
  - Diócesis de Tepic
  - Prelatura de Jesús María

#### Provincia eclesiástica de Hermosillo
- Arquidiócesis de Hermosillo
  - Diócesis de Ciudad Obregón
  - Diócesis de Culiacán
  - Diócesis de Nogales

#### Provincia eclesiástica de León

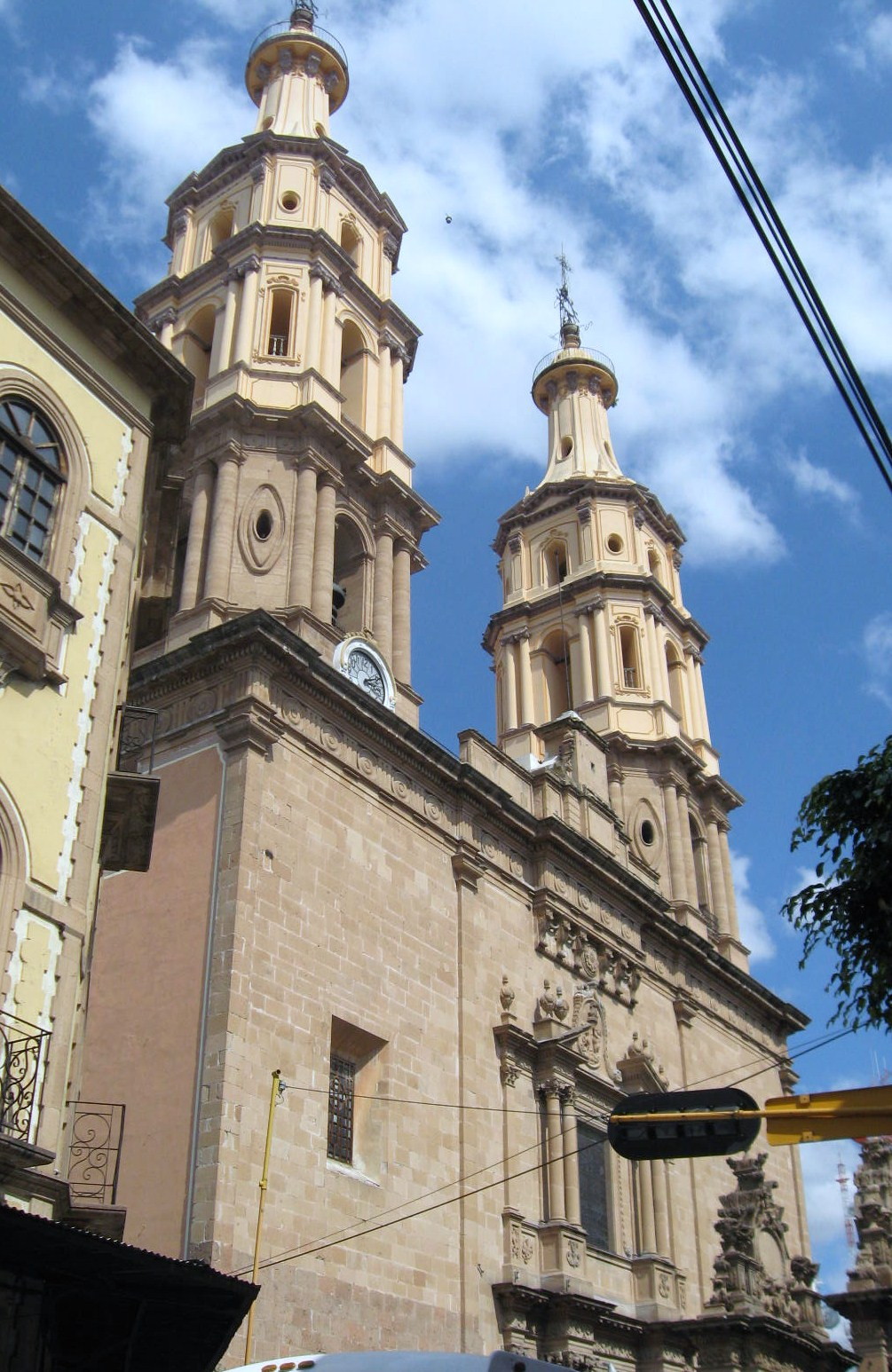
Catedral Basílica de León

- Arquidiócesis de León
  - Diócesis de Celaya
  - Diócesis de Irapuato
  - Diócesis de Querétaro

#### Provincia eclesiástica de México

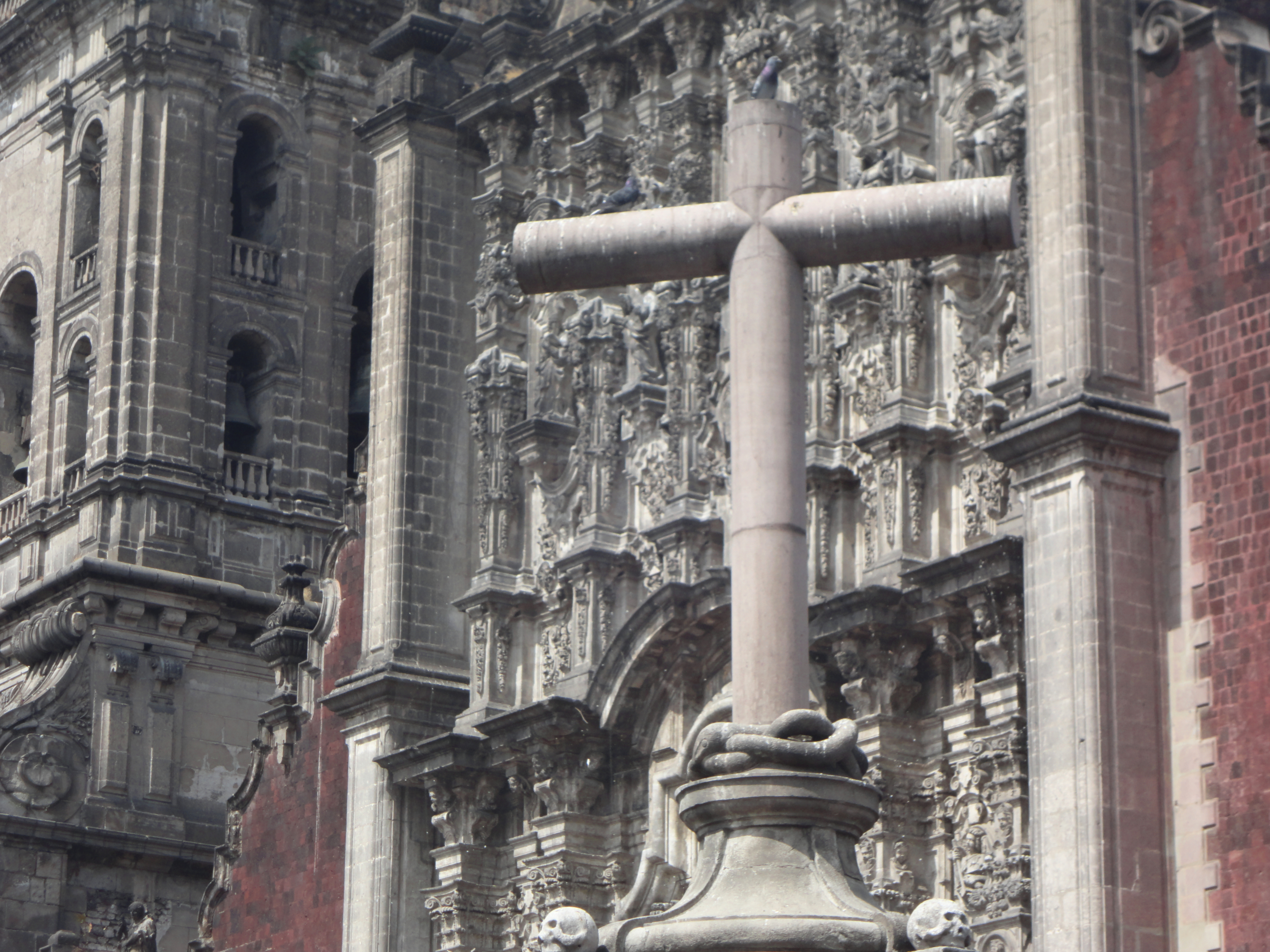
Catedral metropolitana de la Ciudad de México

- arquidiócesis de México
  - Diócesis de Azcapotzalco
  - Diócesis de Iztapalapa
  - Diócesis de Xochimilco

#### Provincia eclesiástica de Monterrey
- Arquidiócesis de Monterrey
  - Diócesis de Ciudad Victoria
  - diócesis de Linares
  - Diócesis de Matamoros-Reynosa
  - Diócesis de Nuevo Laredo
  - Diócesis de Piedras Negras
  - Diócesis de Saltillo
  - Diócesis de Tampico

#### Provincia eclesiástica de Morelia
- Arquidiócesis de Morelia
  - Diócesis de Apatzingán
  - Diócesis de Lázaro Cárdenas
  - Diócesis de Tacámbaro
  - diócesis de Zamora

#### Provincia eclesiástica de Puebla

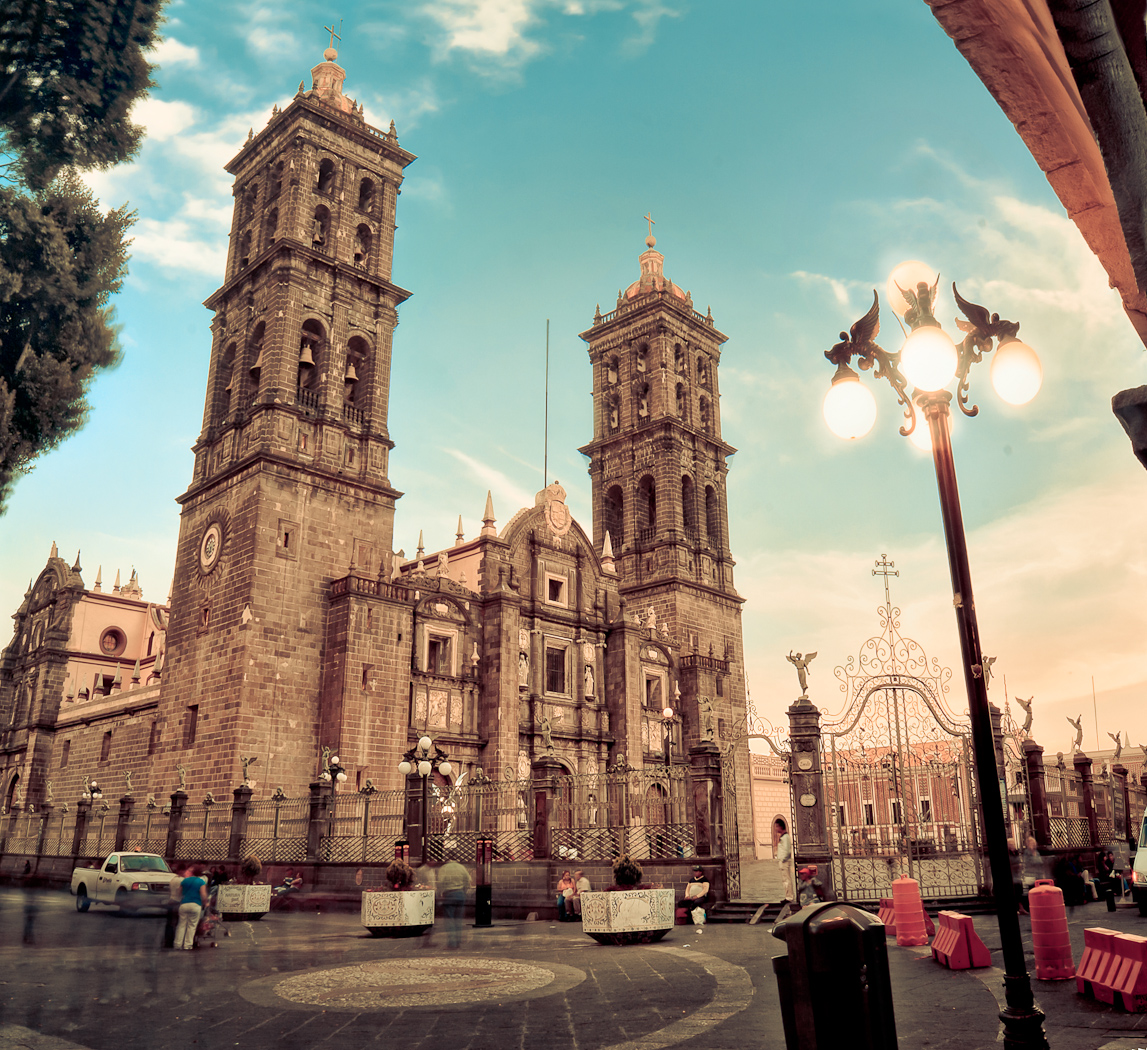
Catedral de Puebla

- Arquidiócesis de Puebla de los Ángeles
  - Diócesis de Huajuapan de León
  - Diócesis de Tehuacán
  - Diócesis de Tlaxcala

#### Provincia eclesiástica de San Luis Potosí
- Arquidiócesis de San Luis Potosí
  - Diócesis de Ciudad Valles
  - Diócesis de Matehuala
  - Diócesis de Zacatecas

#### Provincia eclesiástica de Tijuana
- Arquidiócesis de Tijuana
  - Diócesis de Ensenada
  - diócesis de La Paz en Baja California Sur
  - Diócesis de Mexicali

#### Provincia eclesiástica de Tlalnepantla
- Arquidiócesis de Tlalnepantla
  - Diócesis de Cuautitlán
  - Diócesis de Izcalli[9]
  - Diócesis de Ecatepec
  - Diócesis de Netzahualcóyotl
  - Diócesis de Teotihuacán
  - Diócesis de Texcoco
  - Diócesis de Valle de Chalco

#### Provincia eclesiástica de Toluca
- Arquidiócesis de Toluca
  - Diócesis de Atlacomulco
  - Diócesis de Cuernavaca
  - Diócesis de Tenancingo

#### Provincia eclesiástica de Tulancingo
- Arquidiócesis de Tulancingo
  - Diócesis de Huejutla
  - Diócesis de Tula

#### Provincia eclesiástica de Tuxtla Gutiérrez
- Arquidiócesis de Tuxtla Gutiérrez
  - Diócesis de San Cristóbal de las Casas
  - Diócesis de Tapachula

#### Provincia eclesiástica de Xalapa
- Arquidiócesis de Xalapa
  - Diócesis de Coatzacoalcos
  - diócesis de Córdoba
  - Diócesis de Orizaba
  - Diócesis de Papantla
  - Diócesis de San Andrés Tuxtla
  - Diócesis de Tuxpan
  - Diócesis de Veracruz

#### Provincia eclesiástica de Yucatán
- Arquidiócesis de Yucatán
  - Diócesis de Campeche
  - Diócesis de Cancún-Chetumal[10]
  - Diócesis de Tabasco

### Rito maronita
- Eparquía de Nuestra Señora de los Mártires del Líbano en México

### Rito greco-melquita
- Eparquía de Nuestra Señora del Paraíso en México

Actualmente la sede se encuentra en la Iglesia de Porta Coeli, es la Catedral de los melquitas en México.

### Prelatura Personal
- Opus Dei